# Alfons und Aloys Kontarsky

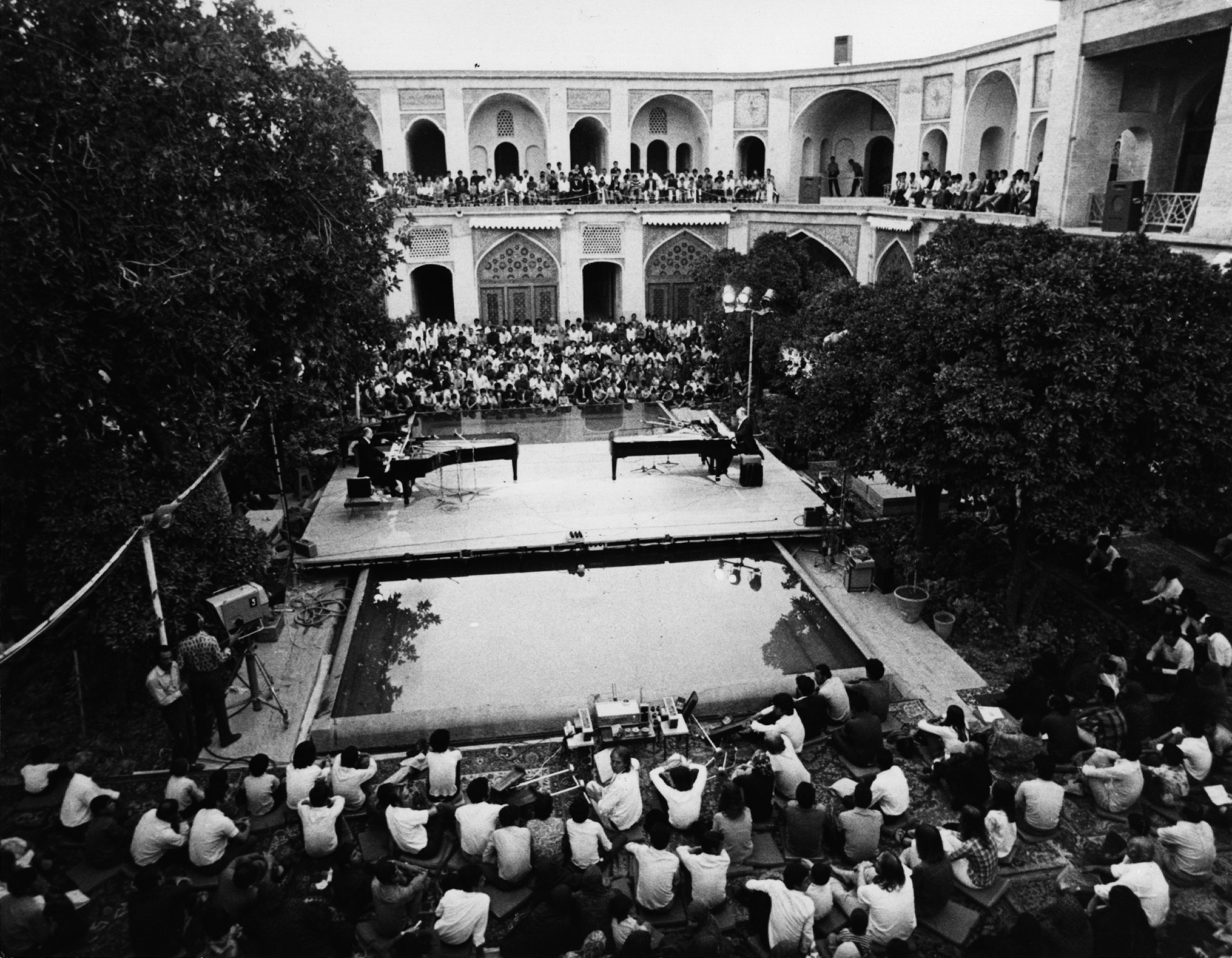
Schiras-Kunstfestival (1972)

Die Brüder Aloys Kontarsky (1931–2017) und Alfons Kontarsky (1932–2010) bildeten seit ihrer Jugend ein Klavierduo. Gemeinsam mit ihrem jüngeren Bruder Bernhard Kontarsky spielten sie gelegentlich an drei Klavieren.
Von 1955 bis 1957 studierte das Duo bei Eduard Erdmann in Hamburg. Danach konzertierten sie in Westeuropa und hatten Auftritte u. a. bei den Donaueschinger Musiktagen, dem Holland Festival und den Berliner Festwochen. Ab 1966 trat das Duo alljährlich in den Vereinigten Staaten auf. Des Weiteren tourten die Brüder durch den Nahen Osten, Südafrika, Japan, Neuseeland, Australien und China.
Weltberühmt wurden sie mit Aufnahmen Neuer Musik unter dem Musiklabel Deutsche Grammophon. 1983 endeten die gemeinsamen Auftritte, nachdem Aloys Kontarsky zwei Schlaganfälle erlitten hatte und seine Konzerttätigkeit aufgeben musste.
Komponisten wie Milko Kelemen, Bernd Alois Zimmermann, Henri Pousseur, Kazimierz Serocki, Sylvano Bussotti, Earle Brown und Alexander Meyer von Bremen widmeten dem Duo eigene Werke. Luciano Berio, Mauricio Kagel, Karlheinz Stockhausen und Luis de Pablo verdanken ihm Erstaufführungen. Zu den Schülern gehören York Höller und Steffen Schleiermacher.

## Preise
- 4. Internationaler Musikwettbewerb der ARD, 1. Preis (1955)
- Musikpreis des Kulturkreises der deutschen Wirtschaft im BDI e.V. (1958)[2]